# Vedpricklav
Vedpricklav (Arthonia ligniaria) är en lavart som beskrevs av Hellb. Vedpricklav ingår i släktet Arthonia och familjen Arthoniaceae.  Arten är reproducerande i Sverige. Inga underarter finns listade i Catalogue of Life.